# Pro joco
Pro joco (latin, "för löjet") var ett 1809 i Stockholm stiftat litterärt sällskap.
Sällskapet grundades av Lorenzo Hammarsköld, Johan Christoffer Askelöf och Carl Adolph Agardh samt ägde bestånd ett par år. Vid dess sammankomster fördes inga protokoll, och det samlade inte några handlingar. Det utgjordes av en liten krets glada vänner, som samtalade om litterära ämnen och av vilka flera lämnade bidrag till Askelöfs tidning "Polyfem" i dess fejder mot den akademiska riktningen. Bland ledamöterna i Pro joco märks vidare Clas Livijn, skalderna Pehr Elgström och Jonas Magnus Stjernstolpe, målaren Carl Fredrik von Breda, Gustaf Abraham Silverstolpe samt bröderna Carl Erik och Lars August Ekmarck. För hedersledamöter förklarades "personer, som begått någon stor, himmelsskriande dumhet". Ett slags fortsättning av Pro joco var det 1816 stiftade sällskapet Gröna rutan. 